# Glycinde armata
Glycinde armata är en ringmaskart som först beskrevs av Johan Gustaf Hjalmar Kinberg 1866.  Glycinde armata ingår i släktet Glycinde och familjen Goniadidae. Inga underarter finns listade i Catalogue of Life.